# Валли (Ангилья)
Валли (англ. The Valley, с англ. — «Долина») — столица Ангильи, один из четырнадцати районов страны и главный город на острове. На 2001 год в нём живёт 1169 человек.

## История

### Достопримечательности
В Валли сохранилось мало зданий колониальной постройки, поскольку администрация Ангильи в 1825 году была перенесена на Сент-Китс. На холме Крокус-Хилл, самой высокой вершине острова, находятся руины старого здания суда. От него остались только полуразрушенные стены нескольких подвальных тюремных камер. На западной окраине Валли находится Уолблэйк-Хаус (англ. Wallblake House), дом плантатора, построенный около 1787 года, который теперь принадлежит Католической церкви (там живет приходской священник), и здание католической церкви Святого Герарда, с оригинальным фасадом из гальки, камня, цемента, дерева и плитки.

## География
Город расположен в центре острова Ангилья, возле залива Крокус-Бэй и холма Крокус-Хилл, высочайшей вершины острова. Соседние районы — Норт-Сайд, Те-Куортер, Норт-Хилл и Джордж-Хилл.

### Климат
В Валли тропический климат с сухой зимой и дождливым летом (Aw по классификации климатов Кёппена). В году два сезона — короткий сухой сезон с февраля по апрель и сезон дождей, который охватывает остальные месяцы. Однако, хотя сезон дождей и длительный, в Валли редки сильные осадки, обычные в других городах Карибского моря, таких как Санто-Доминго и Сан-Хуан. Средние температуры в Валли практически постоянны в течение всего года, в пределах 26—29 градусов по Цельсию.
| Показатель                    | Янв. | Фев. | Март | Апр. | Май | Июнь | Июль | Авг. | Сен. | Окт. | Нояб. | Дек. | Год |
| ----------------------------- | ---- | ---- | ---- | ---- | --- | ---- | ---- | ---- | ---- | ---- | ----- | ---- | --- |
| Абсолютный максимум, °C       | 32   | 32   | 32   | 32   | 34  | 32   | 35   | 37   | 36   | 33   | 32    | 32   | 37  |
| Средний суточный максимум, °C | 28   | 28   | 28   | 28   | 30  | 31   | 31   | 31   | 31   | 30   | 29    | 28   | 30  |
| Средняя температура, °C       | 26   | 26   | 26   | 27   | 27  | 28   | 29   | 29   | 29   | 28   | 27    | 26   | 27  |
| Средний суточный минимум, °C  | 23   | 23   | 23   | 25   | 25  | 26   | 26   | 26   | 26   | 26   | 25    | 24   | 23  |
| Абсолютный минимум, °C        | 18   | 20   | 21   | 20   | 18  | 20   | 22   | 22   | 22   | 22   | 21    | 20   | 18  |
| Норма осадков, мм             | 70   | 40   | 40   | 70   | 90  | 70   | 80   | 110  | 110  | 90   | 110   | 90   | 102 |
| Источник: Weatherbase         |      |      |      |      |     |      |      |      |      |      |       |      |     |

## Население
| Численность населения | Численность населения | Численность населения | Численность населения | Численность населения |
| 1974                  | 1984                  | 1994                  | 2001                  | 2011                  |
| --------------------- | --------------------- | --------------------- | --------------------- | --------------------- |
| 1048                  | 1709                  | 795                   | 1169                  | 1067                  |

## Транспорт
Вблизи Валли расположен Международный аэропорт имени Клейтона Дж. Ллойда (ИКАО:TQPF, ИАТА:AXA), из которого осуществляется ряд международных рейсов.

## Образование
В Валли есть две государственных школы: Начальная школа Валли и Средняя школа имени Албены Лейк-Ходж. Также в Валли есть частная Международная школа Омалулу, дающая начальное и неполное среднее образование.